# Malý princ
Malý princ (francouzsky Le petit prince) vydaný v roce 1943 je nejznámější literární dílo francouzského spisovatele a pilota Antoina de Saint-Exupéryho. Jde současně o jeden z nejznámějších pohádkových příběhů moderní světové literatury. Kniha obsahuje mnoho metafor a přirovnání, lze zde najít myšlenky, které autor konkrétněji vyjádřil v Zemi lidí. Kniha vypráví příběh pilota (samotného Exupéryho), který havaruje na Sahaře a tam se setkává s Malým princem, jenž sem přišel z daleké planetky.
Kniha obsahuje také autorovy kresby, které jsou reprodukovány ve většině vydání. Kniha byla přeložena do více než 460 jazyků a dialektů. Prodalo se celosvětově více než 140 milionů kopií. Jde o jednu z 50 nejprodávanějších knih. Dílo bylo zpracováno v několika filmových adaptacích, včetně filmového muzikálu Lernera a Loeweho, dvou oper a jednoho animovaného seriálu. Jde o vhodnou knihu pro začátečníky při studiu francouzského jazyka.
Malý princ se řadí mezi díla první poloviny 20. století. Dalšími autory, kteří psali ve stejném tvůrčím období, jsou např. Romain Rolland (novela Petr a Lucie) a Henri Barbusse (román Oheň).
Málo známá je skutečnost, že A. de Saint-Exupéryho inspirovalo k napsání Malého prince Pražské Jezulátko.

## Příběh
Vypravěč ve dvaceti sedmi krátkých kapitolách seznamuje čtenáře s příběhem Malého prince. Vypravěč (samotný Antoine de Saint-Exupéry) nouzově přistane v poušti a snaží se opravit svůj letoun, když se náhle objeví Malý princ. Prosí vypravěče, aby mu nakreslil beránka. Vypravěč, který neví, jak jej nakreslit, nakreslí hroznýše se slonem uvnitř žaludku - kresbu, kterou kreslil v dětství, a kterou považovali dospělí za klobouk.
„Ale ne“ říká princ. „Já nechci hroznýše se slonem uvnitř! Já chci beránka…“ Vypravěč tedy 3x nakreslí beránka, ale kresby se Malému princi nelíbí. Nakonec vypravěč nakreslí bedničku a řekne Malému princi, že beránek je v ní. Malý princ, který vidí beránka v bedně, tak, jak vidí slona v hroznýši, říká „To je perfektní.“
Vypravěč hovoří o asteroidu, domovu malého prince. Malý princ žije na planetce B612 o velikosti domu. Tráví svůj den péčí o ni, vytrhává baobaby, které tam neustále zakořeňují. Stromy by proměnily planetku v prach, kdyby je někdo nevytrhal. Malý princ si zamiluje růžičku, a ta, zdá se, jeho cit opětuje, protože ho nechá odejít a to je projevem čisté lásky. Na planetce jsou také tři sopky (dvě činné a jedna vyhaslá). Malý princ opouští svůj domov, aby viděl vesmír, při své cestě navštíví šest dalších planetek (číslovaných od 325 do 330), každá obývaná jiným dospělým.
- Král, který vládne celému vesmíru, káže hvězdám činit to, co dělají i bez něj. Každý člověk je jeho poddaný a musí ho poslouchat, neboť jsou jeho rozkazy rozumné. Když se Malý princ rozhodne odejít, jmenuje ho král svým vyslancem.
- Domýšlivec, který chce být obdivován všemi, ale žije na své planetce sám. Neslyší nic, co není projevem obdivu.
- Pijan, který pije, aby zapomněl, že se stydí, že pije.
- Byznysmen, který je neustále zaneprázdněný počítáním hvězd, o kterých si myslí, že jsou jeho. Přeje si je použít, aby mohl koupit více hvězd.
- Lampář, který žije na planetce, kde se den a noc střídají jednou za minutu. Před nějakou dobou mu bylo nařízeno rozsvěcet lampu v noci a zhasínat ji ráno. V té době se těleso otáčelo rozumnou rychlostí a lampář měl čas na odpočinek. Poté se ale rychlost otáčení zvýšila. Lampář chtěl zůstat věrný příkazu, a tak rozžíná a zhasíná lampu každou minutu, bez odpočinku.
- Zeměpisec, který tráví všechen svůj čas tvorbou map, ale nikdy neopouští svůj stůl k dalším objevům.

Po návštěvě zeměpisce se malý princ objevil na planetě Zemi. Když se princ objeví na Zemi, potkává lišku. Liška mu říká, že zatím on je pro ni jen jedním z mnoha chlapců, a ona je pro něj jen jednou z mnoha lišek, ale pokud se spřátelí, tak pro ni bude jen jedním Malým princem a ona pro něj jen jedinou liškou. Tak si princ ochočil lišku. Prince velmi zarmoutí, když na Zemi objeví záhon plný růží, které jsou všechny stejné jako ta jeho – liška mu však říká, že protože do růže, kterou má na své planetě, vložil svoji lásku a své city, tak je pro něj tou jedinou růží na světě. Nakonec se musí princ s liškou rozloučit. Setkává se s výhybkářem – lidé jen spěchají a nemají čas na nic, jen děti dokážou vnímat všechno kolem sebe. Také se setká s člověkem, který prodává pilulky proti žízní, což vůbec nechápe. Mezitím na poušti dochází voda, a tak se pilot s princem vydávají hledat studnu, kterou nakonec opravdu nalézají. Zatímco pilot nese vodu k letadlu, princ zůstává u studny. Další den ráno jde pilot oznámit princi dobrou zprávu - že se mu podařilo opravit letadlo - a nachází prince, jak si povídá s hadem. Je tomu přesně rok, co princ přistál na zemi a touží se vrátit domů, na planetku B612. Nemůže si však s sebou vzít své tělo, je příliš těžké. Požaduje ještě náhubek pro svého beránka, pak ho had uštkne a princ umírá. V noci pilot pozoruje hvězdy, u každé může být planetka, kde teď asi je Malý princ. Ještě ho napadá, že k náhubku nedokreslil kožený řemínek, a tak je vlastně k ničemu.

## Psychoanalytický rozbor
Hlubinný psychoanalytik Eugen Drewermann rozebírá tuto pohádku ve své knize Co je důležité, je očím neviditelné. V ní identifikuje postavy pohádky následovně:
- Malý Princ – disociované alter ego samotného vypravěče (Antoine de Saint-Exupéry). Disociaci štěpení spouští stres z nehody na poušti, která ohrožuje život. Rozhovor mezi pilotem a Malým Princem je vlastně rozhovor dospělého Saint-Exupéryho s jeho vnitřním dítětem.
- Růže – vrtkavá, vyčítavá matka až možná s hysterickými rysy, která synovi, Saint-Exupérymu, znemožňuje citové odpoutání.
- Liška – přítelkyně autora.

Jinými slovy podle Drewermanna se autor v této knize vypořádává s přechodem mezi vlastním dětstvím a dospělostí.

## Překlady
Podle databáze Petít Prince Collectíon byl Malý princ přeložen do 424 jazyků (r. 2020).
| Rok vydání | Jazyk                                                           |
| ---------- | --------------------------------------------------------------- |
| 1943       | angličtina                                                      |
| 1945       | francouzština                                                   |
| 1947       | polština                                                        |
| 1949       | italština                                                       |
| 1950       | němčina, dánština                                               |
| 1951       | nizozemština, finština, španělština                             |
| 1952       | švédština, brazilská portugalština, hebrejština                 |
| 1953       | turečtina, japonština                                           |
| 1954       | perština Farsi                                                  |
| 1955       | slovinština                                                     |
| 1957       | maďarština, řečtina, akrikánština                               |
| 1958       | berberština Tamasheq, bosenština, makedonština                  |
| 1959       | čeština, katalánština, slovenština, litevština, portugalština   |
| 1960       | estonština, lotyština, ruština                                  |
| 1961       | latina, islandština, esperanto, arménština                      |
| 1962       | gruzínština, bulharština, arabština Rusha, rumunština, norština |

### Seznam českých vydáníMalého prince
| Název                                                         | Autor / autorka překladu | Vydavatel / nakladatel     | Rok  | Poznámka |
| ------------------------------------------------------------- | ------------------------ | -------------------------- | ---- | --- |
| Malý princ                                                    | Stavinohová Zdeňka       | SNDK                       | 1959 | 1. vydání |
| Malý princ                                                    | Stavinohová Zdeňka       | SNDK                       | 1966 | 2. vydání |
| Malý princ                                                    | Stavinohová Zdeňka       | Albatros                   | 1972 | 3. vydání |
| Malý princ                                                    | Stavinohová Zdeňka       | Albatros                   | 1977 | 4. vydání |
| Malý princ: pro čtenáře od 7. let                             | Stavinohová Zdeňka       | Albatros                   | 1984 | 5. vydání |
| Malý princ                                                    | Stavinohová Zdeňka       | Albatros                   | 1989 | 6. vydání |
| Malý princ: pro čtenáře od 7. let                             | Stavinohová Zdeňka       | Albatros                   | 1994 | 7. vydání v Albatrosu |
| Malý princ                                                    | Stavinohová Zdeňka       | Albatros                   | 1996 | 8. vydání v Albatrosu |
| Malý princ                                                    | Sasák Martin             | Ottovo nakladatelství      | 1998 | Ve skutečnosti jde o plagiát překladu Zdeňky Stavinohové. Ottovo nakladatelství a Martin Sasák za tento čin dostali Anticenu Skřipec udílenou Obcí překladatelů. |
| Malý princ                                                    | Stavinohová Zdeňka       | Albatros                   | 1998 | 9. vydání v Albatrosu |
| Malý princ                                                    | Lerchová Hana            | Ottovo nakladatelství      | 1999 | |
| Malý princ                                                    | Stavinohová Zdeňka       | Albatros                   | 2000 | 10. vydání v Albatrosu |
| Malý princ                                                    | Stavinohová Zdeňka       | Albatros                   | 2002 | 11. vydání v Albatrosu |
| Malý princ                                                    | Stavinohová Zdeňka       | Albatros                   | 2005 | 12. vydání v Albatrosu |
| Malý princ                                                    | Stavinohová Zdeňka       | Albatros                   | 2009 | |
| Malý princ: velká obrazová kniha                              | Stavinohová Zdeňka       | Albatros                   | 2010 | |
| Malý princ: velká obrazová kniha                              | Stavinohová Zdeňka       | Albatros                   | 2013 | |
| Malý princ                                                    | Niklíček Ladislav        | Sun                        | 2014 | |
| Malý princ                                                    | Lapčík Radim             | Dobrovský                  | 2014 | vázané a brožované vydání |
| Malý princ: velká obrazová kniha                              | Stavinohová Zdeňka       | Albatros                   | 2014 | 14. vydání v Albatrosu |
| Malý princ                                                    | Podaný Richard           | Albatros                   | 2014 | |
| Malý princ                                                    |                          | Čokoládovny Fikar          | 2015 | |
| Malý princ                                                    | Sasák Martin             | Ottovo nakladatelství      | 2015 | |
| Malý princ                                                    | Fuka Vladimír            | Albatros                   | 2015 | |
| Malý princ: zápisky a myšlenky                                | Podaný Richard           | Albatros                   | 2015 | |
| Malý princ: podle jedinečného díla Antoina de Saint-Exupéryho | Malík Jan                | Naše vojsko                | 2015 | |
| Malý princ                                                    | Žák Jiří                 | Fortuna Libri              | 2015 | |
| Malý princ                                                    | Zmatlíková Helena        | Fragment                   | 2015 | |
| Malý princ                                                    | Sixtová Olga             | Rybka                      | 2015 | |
| Le Petit prince = Malý princ                                  | Podaný Richard           | Albatros                   | 2015 | francouzsko-český překlad |
| Le Petit prince = Malý princ                                  | Marková Michala          | Argo                       | 2015 | francouzsko-český překlad |
| Malý princ                                                    | Marková Michala          | Stanislav Juhaňák – Triton | 2016 | |
| Malý princ                                                    | Stavinohová Zdeňka       | Práh                       | 2016 | |
| The little prince                                             | Michnová Drahomíra       | Infoa                      | 2019 | anglicko-český překlad |
| Malý princ                                                    | Podzimková Eliška        | Albatros                   | 2019 | |
| Malé principál                                                | Eliáš Jindřich           | Jota                       | 2020 | překlad do hantecu |
| Malučký princ                                                 | Odehnal Petr             | Jota                       | 2021 | překlad do valaštiny |
| Malej princ                                                   | Bachmannová Jarmila      | Jota                       | 2023 | překlad do krkonošského nářečí |
| Malušenký princ                                               | Škarnétka Cyril          | Jota                       | 2024 | překlad do slováckého nářečí |
| Malé královské sênek                                          | Hrabčík Miroslav         | Jota                       | 2024 | překlad do hanáckého nářečí |
| Maly prync                                                    | Müller Martin            | Jota                       | 2025 | překlad do ostravského nařečí |